# Ситковский, Глеб Семёнович
Глеб Семёнович Ситковский (род. 5 марта 1968, Баку) — российский театральный критик, редактор, обозреватель.

## Ранние годы
Родился в Баку в 1968 году. После службы в Советской Армии поступил в 1988 году на театроведческий факультет ГИТИСа, курс И. Н. Соловьёвой.

## Журналист и театральный критик
В 1993 году начал работу корреспондентом, а затем редактором отдела культуры «Независимой газеты». В эти же годы начинает сотрудничество с журналом «Искусство кино» как кинокритик. После ухода из «Независимой газеты» в мае 1999 года был приглашён на должность театрального и кинообозревателя газеты «Вечерний клуб», которая в те годы была одним из самых влиятельных московских изданий, пишущих о культуре. В 2003 году возглавил отдел культуры еженедельника «Алфавит», входившего в издательский дом «Пушкинская площадь». В это же время работал театральным обозревателем «Столичной вечерней газеты». С января 2004 по ноябрь 2008 года был театральным обозревателем влиятельной ежедневной газеты «Газета». Далее перешёл в газету «Труд», где вначале занимал должность театрального обозревателя, а затем заведующего отделом культуры. В 2011-м году перешёл на работу в журнал «Итоги», где непродолжительное время (с июня по октябрь) возглавлял отдел культуры. С ноября 2014-го в течение года занимал должность заместителя главного редактора и заведующего отделом культуры в журнале The New Times.
Автор около 1500 публикаций на темы, связанные с культурой и театром, в различных изданиях, включая газету «Ведомости» (с 2012 года), журнал «Театр», интернет-портал Colta.ru. Входил в жюри и экспертные советы многих театральных премий и фестивалей, включая Национальную театральную премию «Золотая маска», Международный театральный фестиваль имени А. П. Чехова и Международный фестиваль «Сезон Станиславского». Был председателем экспертного совета драматического театра и театра кукол фестиваля «Золотая маска» 2015 и 2021 годов. Член Комиссии по критике и театроведению Союза театральных деятелей РФ.

### «Письмо 93-х критиков»
В октябре 2015 года на волне скандала вокруг премии «Золотая маска» Ситковский написал письмо председателю Союза театральных деятелей РФ Александру Калягину с требованием распустить экспертный совет премии из-за нарушений, с которыми он был сформирован. Подпись под письмом поставили ведущие театральные критики страны, в российских СМИ оно получило название «Письма 93-х критиков». В конце октября 2015 года Ситковский выступил с инициативой создать Ассоциацию театральных критиков, которая была поддержана 126 театральными критиками из разных регионов страны.